# Therates baolocensis
Therates baolocensis (лат.) — вид жуков-скакунов рода Therates из семейства жужелицы (Carabidae).

## Распространение
Вьетнам (Lam Dong).

## Описание
Длина от 7,5 до 8,4 мм. Тело с металлическим блеском. Голова блестящая зеленовато-чёрная. Мандибулы желтоватые, у самок буроватые дистально, зубцы коричневатые по краям. Верхняя губа такой же шириной, как и длина, желтоватая, с шестью верхушечными зубцами и одним боковым. Губные и максиллярные щупики желтоватые. Скапус сверху желтоватый, сверху чёрный. Наличник голый. Лоб гладкий. Переднеспинка блестящая зеленовато-чёрная. Надкрылья блестящие чёрные с коричневато-жёлтыми отметинами. Брюшная сторона чёрная. Ноги желтоватые, голени и челюсти несколько затемнены дистально.